# Jean-Luc Miraux
Jean-Luc Miraux, né le 17 avril 1953 à Vernon, est un homme politique français.

## Biographie
Jean-Luc Miraux est né le 17 avril 1953 à Vernon. Son père est cadre dans la métallurgie et sa mère institutrice à La Heunière. Il est élève au collège César-Lemaitre et au lycée Georges-Dumézil à Vernon. Plus tard, il suit une formation à l'École normale d'instituteurs d'Évreux et au centre de formation des professeurs de Collège et Faculté des lettres de Mont-Saint-Aignan. Il est nommé professeur de français et d'anglais au collège Georges-Pompidou de Pacy-sur-Eure en septembre 1974.

## Parcours politique
En 1969, il prend ses premières responsabilités politiques à Vernon aux côtés de René Tomasini, ancien ministre. Il est élu conseiller municipal et adjoint au maire, aux sports et aux loisirs à Pacy-sur-Eure en 1977. Il est élu conseiller général de l'Eure, de 1980 à 2001. En 1982, il est nommé premier adjoint chargé des affaires générales et président de la commission affaires scolaires et culturelles du conseil général de l'Eure. En 1983, il est élu maire de la ville de Pacy-sur-Eure. En 1989, il devient suppléant du sénateur Alain Pluchet et de 1992 à 2001, il est élu vice-président de l'assemblée départementale. En 1993, il est élu président de la communauté de communes de Pacy-sur-Eure. En 1995, il est élu vice-président de l'Union des Maires de l'Eure et du centre de gestion du personnel territorial chargé de la formation des maires. Il est élu sénateur de l'Eure le 27 septembre 1998 au premier tour de scrutin, sous l'étiquette RPR, et démissionne de la mairie de Pacy-sur-Eure. 
En 1999, il est élu président du syndicat mixte de développement économique de Pacy-sur-Eure, Vernon et Saint-Marcel. En 2001, il est élu maire de Vernon.
Il est le créateur de la Communauté d'agglomération des Portes de l'Eure dont il est le président de 2003 à 2008.
Il est battu au deuxième tour des élections municipales en 2008 à Vernon et renonce à se représenter aux élections sénatoriales de la même année.
En novembre 2009, il est nommé en conseil des ministres inspecteur général de l'Éducation nationale au tour extérieur.
En 2015, il annonce son retrait de la vie politique.
En 2016, il revient brièvement sur la scène politique pour soutenir Alain Juppé aux Primaires de la droite et du centre.
En 2020, il devient Secrétaire Général de l'association nationale Les Chiraquiens, présidée par l'entrepreneur girondin et petit-fils de l'ancien parlementaire André-Georges Voisin Jean-Baptiste Voisin.

## Mandats en résumé
- 2001 - 2008 : maire de Vernon
- 2003 - 2008 : président de la communauté d'agglomération des Portes de l'Eure
- 1998 - 2008 : sénateur de l'Eure
- 1992 - 2001 : sénateur suppléant
- 1983 - 2001 : maire de Pacy-sur-Eure
- 1980 - 2001 : vice-président du conseil général de l'Eure